# Tashan Dorrsett
Kool Keith Presents Tashan Dorrsett, noto anche come Tashan Dorrsett o The Legend of Tashan Dorrsett, è il nono album solista del rapper statunitense Kool Keith e il primo sotto il nuovo pseudonimo Tashan Dorrsett, pubblicato il 24 febbraio 2009 e distribuito da Junkadelic.
| Recensione | Giudizio |
| ---------- | -------- |
| AllMusic   | negativo |

## Tracce
1. Intro – 3:00 (musica: DJ Junkaz Lou)
2. Supa Supreme – 2:58 (musica: DJ Junkaz Lou)
3. Above Sea Level – 3:42 (musica: DJ Junkaz Lou)
4. Flow Smooth – 3:53 (musica: DJ Junkaz Lou)
5. Glamour Life – 3:36 (musica: DJ Junkaz Lou)
6. La Chacha – 4:26 (musica: DJ Junkaz Lou)
7. Magnetic Junkadelic (featuring Ced Gee & D.Eazy) – 3:50 (musica: Hustlers Corner)
8. The Real Beginer – 2:49 (musica: DJ Junkaz Lou)
9. Tashan... – 3:29 (musica: DJ Junkaz Lou)
10. Booty Clap – 5:32 (musica: DJ Junkaz Lou)
11. We Turn (Skit) – 1:10 (musica: DJ Junkaz Lou)
12. Black Lagoon – 3:36 (musica: DJ Junkaz Lou)
13. New Shhhiiit (featuring Champ) – 3:31 (musica: DJ Junkaz Lou)
14. Indian – 3:42 (musica: DJ Junkaz Lou)
15. Track Runner (featuring Dgiz & Marc Live) – 4:04 (musica: DJ Junkaz Lou)
16. Industry – 4:39 (musica: DJ Junkaz Lou)
17. Zapp – 3:16 (musica: DJ Junkaz Lou)

Durata totale: 61:13
Tracce bonus
1. Magnetic Junkadelic (Junkadelic Remix) (featuring Ced Gee & D.Eazy) – 3:37 (musica: DJ Junkaz Lou)
2. Supa Supreme (Larry Hutch Remix) – 3:14 (musica: DJ Junkaz Lou)
3. Booty Clap (Remix) (featuring Big Sche Eastwood) – 5:16 (musica: DJ Junkaz Lou)
4. Flow Smooth (KutMasta Kurt Remix) – 3:36 (musica: DJ Junkaz Lou)
5. UnTitolod (DVD) – 26:40